# Fermatov veliki izrek
Fermatov véliki izrèk [fermájev ~ ~] (véliki Fermatov izrèk ali tudi Fermatov zádnji izrèk) v teoriji števil pravi, da je nemogoče zapisati potenco števila kot vsoto enakih dveh potenc, če je potenca večja kot dva. Izrek je eden od najbolj znanih izrekov v zgodovini matematike. Izrek lahko formalno izrečemo tudi kot: za poljubni celi {\displaystyle n>2} diofantska enačba:
{\displaystyle x^{n}+y^{n}=z^{n}\,\!}
nima netrivialnih celih od nič različnih rešitev x, y in z. Ta enačba se sedaj imenuje tudi Fermatova enačba.
Ne glede na to, da je problem soroden Pitagorovem izreku, ki ima neskončno mnogo rešitev (pitagorejske trojice) in mnogo dokazov, je Fermatov izrek veliko težje dokazati. Izrek lahko razumejo tudi osnovnošolci. Morda je problem v zgodovini matematike neuspešno poskušalo rešiti največ ljudi. O izreku so napisali cele knjige.
Pierre de Fermat je leta 1637 v svoj izvod Bachetovega prevoda znamenite Diofantove Aritmetike (Arithmetica) zapisal: »Imam resnično čudovit dokaz za to trditev, vendar ga na rob ne morem zapisati.« (Izvirno latinsko »Cuius rei demonstrationem mirabilem sane detexi. Hanc marginis exiguitas non caperet.«) Pravega dokaza niso našli 357 let, dokler ga ni končno rešil Andrew John Wiles leta 1995 po neuspešnem poskusu eno leto prej.
Dokazali so vse druge izreke, ki jih je predlagal de Fermat. On sam ali pa drugi matematiki. Izreka de Fermat ni formuliral zadnjega, vendar so ga zadnjega dokazali. Imenujemo ga veliki, da ga ločimo od Fermatovega malega izreka.

## De Fermatova opomba
V problemu II.8 svojega dela Aritmetika se je Diofant vprašal kako razdeliti dano kvadratno število v dva popolna kvadrata (zapisano v sodobni pisavi: za dano racionalno število {\displaystyle k}, je treba poiskati racionalna {\displaystyle u} in {\displaystyle v}, da velja {\displaystyle k^{2}=u^{2}+v^{2}}). Diofant je pokazal rešitev problema za {\displaystyle k=4}. Okoli leta 1640 je de Fermat v latinščini zapisal na rob svojega izvoda Aritmetike (izdaja objavljena leta 1621, ki jo je iz grščine v latinščino prevedel Claude Gaspard Bachet de Méziriac) :
| Cubum autem in duos cubos, aut quadratoquadratum in duos quadratoquadratos, et generaliter nullam in infinitum ultra quadratum potestatem in duos eiusdem nominis fas est dividere cuius rei demonstrationem mirabilem sane detexi. Hanc marginis exiguitas non caperet. | (Nemogoče je ločiti kub v dva kuba, ali četrto potenco (bikvadrat) v dve četrti potenci, oziroma v splošnem, vsako potenco, višjo od dva v dve enaki potenci. Odkril sem zares čudovit dokaz za to, vendar je rob preozek, da bi ga zapisal.) |

V sodobnem zapisu opomba odgovarja izreku. De Fermatovega izvoda knjige do sedaj niso našli. Vendar je okoli leta 1670 njegov sin Samuel izdal drugo izdajo knjige z očetovimi komentarji, vključno z zgornjim, ki je pozneje postal Fermatov veliki izrek.
Primer {\displaystyle n=2} so poznali že antični kitajski, indijski, grški in babilonski matematiki. Diofantska enačba:
{\displaystyle x^{2}+y^{2}=z^{2}\,\!}
(v navezi s Pitagorovim izrekom) ima celoštevilske od nič različne rešitve kot sta (3,4,5) ({\displaystyle 3^{2}+4^{2}=5^{2}}) ali (5,12,13). To so pitagorejske trojice, ki jih je neskončno mnogo, in vsebujejo tudi rešitve, kjer imajo {\displaystyle x}, {\displaystyle y} in {\displaystyle z} skupni delitelj. Fermatov veliki izrek je posplošitev tega primera za višje potence {\displaystyle n} in zatrjuje, da ne obstaja nobena rešitev, če namesto eksponeta 2 pišemo večje celo število.

## Poskusi dokazov in dokazi za posebne primere
Izrek je treba dokazati za n = 4 in za vsa liha praštevila. Če n ni praštevilo ali 4, je lahko ali potenca 2 ali pa ne. V prvem primeru je 4 faktor n, drugače je med njegovimi faktorji sodo praštevilo. V vsakem primeru naj je takšen faktor p in m enak n/p. Enačbo lahko izrazimo kot:
{\displaystyle u^{mp}+v^{mp}=w^{mp}\!\,.}
Če je moč dokazati primer za eksponent p, je primer za n preprosto podmnožica tega primera.
Izrek so dokazali za različne posebne eksponente n, splošni primer pa se je izmikal. Posebni primer za Fermatov veliki izrek za n = 3 je prvi navedel al-Kudžandi v 10. stoletju, vendar je bil njegov poskus dokaza nepravilen.
Prvi primer za n = 4 je dokazal že de Fermat sam z metodo neskončnega spusta. Z gotovostjo lahkor rečemo, da je imel de Fermat dokaz le za ta primer in ne za splošnega, ali pa morda še za n = 3. Verjetno je sklepal, da gre podobno pri splošnem n, pozneje pa je uvidel, da takšno sklepanje ne drži. S podobno metodo je Euler dokazal primer za n = 3. Germainova se je problema lotila na nov način, ki je bil splošnejši od prejšnjih pristopov. Namesto da bi dokazala, da za dani n ni rešitev, je pokazala da, če rešitev obstaja, mora veljati določen pogoj. To razumevanje je kasneje vodilo k dokazu Fermatovega izreka za n = 5. Eksponent n = 5 sta leta 1825 dokazala Dirichlet in Legendre s posplošitvijo Eulerjevega dokaza za n = 3. Njuno dokazovanje je bilo precej zapleteno. Leta 1912 je Plemelj objavil zelo preprost dokaz za potenco 5 z uporabo obsega {\displaystyle \mathbb {Q} ({\sqrt {5}})}, ki ga dobimo, če racionalnim številom dodamo {\displaystyle {\sqrt {5}}}. Dirichlet je leta 1832 po neuspelem poskusu za naslednje praštevilo n = 7 dokazal primer n = 14, ki je šibkejši rezultat. Dokaz za n = 7 je leta 1839 našel Lamé. Laméjev dokaz je bil relativno dolg, poleg tega pa je vseboval napako, ki jo je leto kasneje 1840 odpravil Lebesgue. Verjetno tega dokaza ne bodo nikoli posplošili za višja števila. Lamé je leta 1847 pred člani Francoske akademije znanosti objavil, da mu je uspelo dokazi izrek v splošnem, vendar ga je Liouville opozoril na napako. Lamé se je nato zaman trudil nekaj tednov. Od tedaj naprej so matematiki začeli dokazovati izrek za določene razrede praštevil namesto za posamezna števila. Velik korak naprej je istega leta 1847 naredil Kummer, ki je obravnaval enačbo v ciklotomskem obsegu, saj se da v njem leva stran razstaviti na linearne faktorje. Kummer je leta 1844 izdelal posebno teorijo idealov, ker v kolobarjih celih algebrskih števil ne velja vedno izrek o enoličnem razcepu. S to teorijo je dokazal izrek za vsa regularna praštevila, ki vsebujejo vsa praštevila pod 100, razen 2, 37, 59 in 67.
Terjanian je leta 1977 dokazal, da če za liho praštevilo p in naravna števila x, y in z velja enačba:
{\displaystyle x^{2p}+y^{2p}=z^{2p}\!\,,}
mora biti 2p deljiv z x ali y.
Faltings je leta 1983 dokazal za problem sorodno Mordellovo domnevo, da ima Fermatova enačba:
{\displaystyle x^{n}+y^{n}=z^{n}\,\!}
za vsak n > 2 le končno mnogo primitivnih rešitev v tujih celih številih x, y in z, za kar je leta 1986 prejel Fieldsovo medaljo.

## Dokaz
Hellegouarch je v zgodnjih 60. letih 20. stoletja odkril povezavo med eliptičnimi krivuljami in Fermatovim problemom. Izsledke Fermatovega problema je uporabil pri obravnavi eliptičnih krivulj. Od tod je Freyja vodila misel, da bi Tanijama-Šimurov izrek vključeval Fermatov problem. Tanijama-Šimurov izrek pravi, da je moč vsako eliptično krivuljo parametrizirati z racionalno preslikavo s celoštevilskimi koeficienti z uporabo klasične modularne krivulje. Oziroma, vse eliptične krivulje so tudi modularne forme. Serre je podal domnevo epsilon, ki jo je dokazal Ribet poleti 1986. Ta izrek pravi, da bo vsak protiprimer Fermatove enačbe {\displaystyle x^{n}+y^{n}=z^{n}} vodil k eliptični krivulji oblike:
{\displaystyle u^{2}=v(v-x^{n})(v+y^{n})\,\!,}
ki pa ne bi bila modularna in bi bila tako protiprimer za Tanijama-Šimurovo domnevo. Fermatov problem in Tanijama-Šimurova domneva sta bila tako prek izreka epsilon povezana. Ostalo je vprašanje ali sta obe izjavi resnični ali ne.
Wilesa je Fermatov problem navduševal že od svojega desetega leta starosti. V osamljenosti se je namenil dokazati Tanijama-Šimurovo domnevo. Njegovo delo se je razvleklo na sedem let in med tem časom ni imel skoraj nobenega stika z drugimi matematiki. Leta 1993 je najavil svoj dokaz med tremi predavanji 21., 22. in 23. junija na Inštitutu za matematične znanosti Isaaca Newtona. Poslušalce je navdušil s številnimi zamislimi in konstrukcijami, ki jih je uporabil v svojem dokazu. Wiles je s svojim kolegom s princetonske univerze Katzom dokaz vnaprej pregledal. Izkazalo se je, da je bil dokaz vseeno pomankljiv. Napaka se je pojavila v kritični točki članka o redu določene grupe. Po sedmih letih je bil dokaz neveljaven. Wiles je skupaj s svojim nekdanjim učencem Taylorjem eno leto poskušal ponoviti dokaz. Matematična skupnost in mediji so dogajanje pozorno spremljali. Septembra 1994 jima je uspelo obuditi dokaz z nekaterimi različnimi in opuščenimi postopki, ki jih je Wiles uporabil pri zgodnejših poskusih.
Wiles je odkril, da lahko prešteje ustrezne Galoisove reprezentacije. Pri tem je razvil Mazurjeve zamisli o deformacijah Galoisovih reprezentacij. Dokaz poteka prek standardnih konstrukcij sodobne algebrske geometrije, ki vključujejo kategorija (matematika)kategorijo shem. Konstrukcije uporabljajo aksiome prek Zermelo-Fraenklove teorije množic (ZFC). Niso preverili ali je moč Wilesov dokaz izvesti zunaj teorije ZFC, čeprav je vsaj en strokovnjak to potrdil.

## Posplošitve in podobne enačbe
Veliko diofantskih enačb ima obliko podobno Fermatovi enačbi. Obstaja neskončno mnogo celih števil x, y in z, da velja enačba:
{\displaystyle x^{n}+y^{n}=z^{m}\,\!}
v kateri sta n in m tuji naravni števili. Tako velja podobno za enačbo:
{\displaystyle x^{n}+y^{n}=z^{n+1}\!\,.}